# Чёрная гвардия анархистов
Чёрная гвардия анархистов — военное формирование периода гражданской войны в период с 1917 по 1918 год во главе с Марией Никифоровой.

## История
В начале июня 1917 года Никифорова вернулась в Екатеринославскую губернию. Через пару месяцев она сформировала боевые анархистские дружины в Запорожье, Екатеринославе (впоследствии - Днепропетровске), Одессе, Николаеве, Херсоне, Мелитополе, Донецке, Никополе и других городах. Эти отряды были предшественниками Чёрной гвардии.
Чёрная гвардия Никифоровой обеспечила оружием отряд Нестора Махно, она осуществила операцию по разоружению целого батальона Преображенского полка. Никифорова организовала бесперебойное снабжение отрядов Чёрной гвардии не только оружием, но также продовольствием и фуражом во избежание грабежа мирного населения. Пришлось наложить на банкиров, коммерсантов и землевладельцев большую контрибуцию. Известно, например, что у александровского заводчика Бадовского она экспроприировала миллион рублей.
В феврале 1918 года Мария Никифорова оставила руководство отрядами Чёрной гвардии и целиком посвятила себя пропагандистской работе, разъяснению населению принципов анархизма. Однако во второй половине февраля на Украину двинулись войска Германии и Австро-Венгрии. Мария вновь была вынуждена возглавить отряд, который насчитывал 580 человек, имел две пушки, семь пулемётов и броневик. Она и её бойцы принимали участие в тяжёлых боях с немцами, но силы были неравными.